# アーノルド・ファンク
アーノルド・ファンク（Arnold Fanck、1889年3月6日 - 1974年9月28日）は、ドイツの映画監督。山岳映画の先駆者。
日本語では名を英語風に「アーノルド」とするのが慣用であるが、ドイツ語の発音に近い「アーノルト」と表記することもある。

## 人物

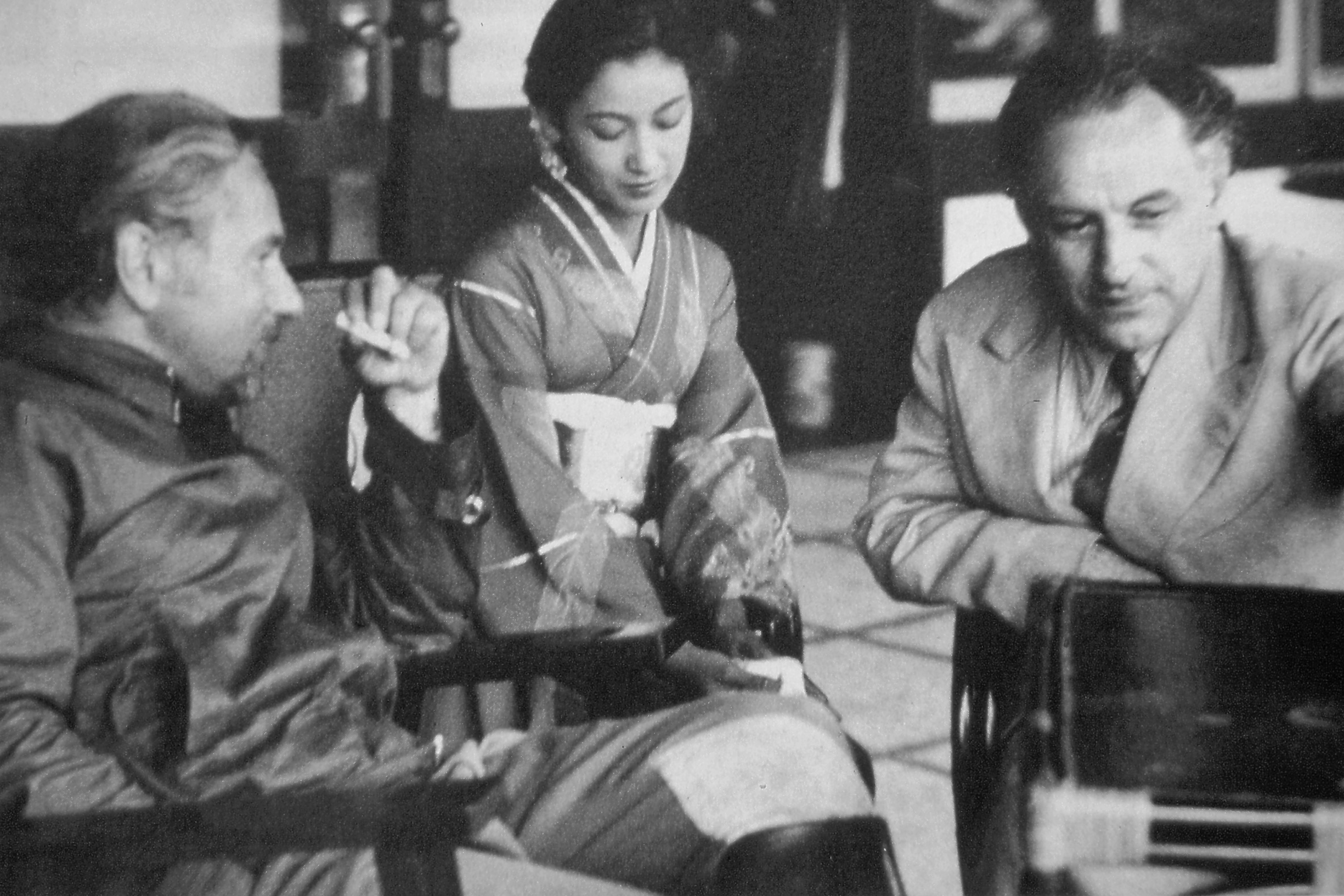
右からアーノルド・ファンク、原節子、ジョセフ・フォン・スタンバーグ（1936年8月、軽井沢にて）

- 1889年、ドイツのフランケンタール(de:Frankenthal)に生まれる。
- 1929年、チューリッヒ大学にて地質学博士号を取得。
- 1940年、ナチスに入党[1]。
- 1974年、フライブルクにて死去。

ハリウッド映画監督のジョセフ・フォン・スタンバーグとは旧知の仲であり、軽井沢で映画『新しき土』を撮影中のファンクを前触れもなく訪ねてアメリカから来日したこともあった。

## 携わった作品
- 新しき土 Die Tochter des Samurai (1937) 脚本・原作・制作総指揮も担当
- モンブランの王者 Der ewige Traum (1934) 脚本も担当
- 白銀の乱舞 Der weiße Rausch – neue Wunder des Schneeschuhs (1931) 脚本も担当
- モンブランの嵐 Stürme über dem Mont Blanc (1930) 脚本も担当
- 死の銀嶺 Die weiße Hölle vom Piz Palü (1929)脚本も担当
- 大いなる跳躍 Der große Sprung (1927) 脚本も担当
- 聖山 Der heilige Berg (1926) 脚本・原作も担当
- アルプス征服 Der Berg des Schicksals (1924) 脚本・撮影も担当
- スキーの驚異 Eine Fuchsjagd auf Skiern durchs Engadin (1922) 脚本・撮影・出演も担当

### 監督のみ
- 銀界征服 Das weiße Stadion (1928)

### 脚本のみ
- マッターホーン Der Kampf ums Matterhorn (1928)

### 原作のみ
- SOS氷山 S.O.S. Eisberg (1933)